# Lubelski
Lubelski (Lublin) is een hopvariëteit, gebruikt voor het brouwen van bier.
Deze hopvariëteit is een “aromahop”, bij het bierbrouwen voornamelijk gebruikt vanwege zijn aromatische eigenschappen. Deze Poolse soort komt origineel voort uit de hopvariëteit Saaz en wordt veel gebruikt in Poolse pilsbieren. Deze hop wordt geteeld in de regio's Lublin, Poznan en Opole.

## Kenmerken
- Alfazuur: 3 – 5%
- Bètazuur: 2,5 – 3,5%
- Eigenschappen: meer bloemig en kruidig als harsachtig